# Hokoku Maru
L'Hokoku Maru (報国丸?) apparteneva alla classe Aikoku Maru che si guadagnò una certa notorietà, anche se, a onor del vero, le prodezze delle navi corsare giapponesi rimarranno per almeno mezzo secolo archiviati in dossier riservati (sia giapponesi che statunitensi).
È da precisare che tali imbarcazioni corsare condussero una guerra di corsa completamente differente da quella condotta dalle similari tedesche della Kriegsmarine, in quanto i giapponesi concepirono in maniera diversa le operazioni belliche.
L'Hokoku Maru fu completato tra il 1938 e il 1940 nei cantieri Tama Zosensho K.K. di Tamano per conto della società armatrice Osaka Shosen K.K. La nave era stata commissionata per trasportare passeggeri e merci varie lungo la rotta con il Sud America.
Nel settembre del 1941, tre mesi prima dell'attacco giapponese a Pearl Harbor e dell'inizio della guerra nel Pacifico, la Marina Imperiale giapponese requisì la Hokoku Maru e le sue due gemelle, la Aikoku Maru e la Gokoku Maru, che insieme ad una quarta nave, la futura corsara Kiyosumi Maru, furono registrate presso il Distretto Navale di Kure e poste sotto le insegne del Viceammiraglio Masao Okamura.
Così le quattro corsare ricevettero nei cantieri navali di Tamano, prima, cannoni, mitragliere e tubi lanciasiluri e poi, tutte le attrezzature necessarie per il trasporto e l'utilizzo di due aerei da osservazione.
Tali lavori di conversione terminarono nella metà di ottobre con il montaggio di due grandi proiettori, uno da 1.100 mm, e l'altro da 900 mm.
Nell'ottobre del 1941, la Hokoku Maru, la Aikoku Maru e la Kiyosumi Maru furono assegnati al 24º Squadrone corsare aggregate alla Flotta Combinata della Marina Imperiale giapponese, poste sotto il comando del viceammiraglio Takeda Moriji.